# Kim Christiansen
Kim Christiansen (nascido a 14 de setembro de 1956, em Slagelse) é um político dinamarquês que foi membro do Folketing pelo Partido Popular Dinamarquês de 2005 a 2019.

## Carreira política
Christiansen foi membro do Município de Mariager de 2001 a 2006, quando a maior parte do município foi fundida com Arden, Hadsund, Hobro e partes do Município de Aalestrup e Nørager. Neste novo município fundido, denominado Município de Mariagerfjord, Christiansen fez parte do conselho municipal de 2006 a 2011. Ele foi eleito pela primeira vez para o parlamento nacional nas eleições legislativas dinamarquesas de 2005 e reeleito em 2007, 2011 e 2015. Na eleição de 2019, apesar de ter recebido 1.156 votos, o Partido Popular Dinamarquês perdeu 21 cadeiras, incluindo a de Christiansen.